# Blas María Colomer
Blas María Colomer Guijarro, amb el nom complet de naixement Blas María Nicolás Ramón Constantino Colomer Guijarro, però conegut habitualment com a Blas María Colomer (València, 3 de febrer de 1839 - París, 27 de juny de 1917) va ser un pianista, compositor i pedagog musical valencià que s'establí a París.

## Trajectòria
Nascut en el si d'una família benestant, de la qual era el menor de sis germans, s'inicià musicalment amb només quatre anys amb els pedagogs musicals Pascual Pérez Gascón, organista de la Catedral metropolitana, i Just Fuster, professor de música i piano a les Escoles Pies de la ciutat. Durant aquests anys va aprendre a tocar l'òrgan. La vinculació amb l'Església li facilità el contacte amb la pràctica del cant pla, la polifonia de faristol i les composicions orquestrals. El 1856 es traslladà a França, i ingressà al Conservatori de Música de París. La proximitat al conservatori i a la Biblioteca Reial, i als espais de tertúlia li van permetre participar de l'ambient cultural i intel·lectual de la ciutat. Al cap de pocs mesos d'arribar a la capital francesa, ja va tocar en un concert amb gran èxit al jardí d'hivern de París. En 1858 obté el segon premi en un concurs de piano, i el 1860, amb el 6è Concert d'Herz, obtindrà el Primer Premi de piano, convertint-se en el primer pianista valencià i espanyol que obté aquest reconeixement acadèmic de caràcter internacional. La seva interpretació és recollida amb elogis per la premsa musical francesa. A Espanya, la premsa també es fa ressò del seu èxit. Aquell mateix any, es trasllada a Madrid i és rebut per la reina Isabel II en una vetllada privada a la Cambra Reial, a la qual van assistir distingides personalitats, entre les quals la duquessa d'Alba. A la capital espanyola va interpretar el Concert d'Herz i la Marxa Triomfal Marroc dedicada a la Reina. El concert privat, que va ser un èxit, i va significar la seva promoció dins del món artístic musical de la capital espanyola. El 1861 es fa present en el panorama musical com a pianista solista o pianista acompanyant i també participa en concerts que ofereixen programes de gèneres variats amb sarsueles i obres més clássiques. Aviat, però, retorna als estudis al Conservatori de París, i es matricula a la classe de François Bazin per estudiar Harmonie et Accompagnement, on coincideix amb Joaquín Espín y Pérez Colbran. Finalitzada la seva formació acadèmica, en la qual va establir sòlides relacions que mantindrà al llarg de la seva vida, va continuar amb les reunions i vetllades musicals amb els seus companys d'estudis francesos i amb artistes i músics de la colònia espanyola. Posteriorment, comença a compondre i publicar obres pianístiques de caràcter variat. Després de la concessió del permís de residència a 1865, el 1868 li fou atorgada la nacionalitat francesa. Durant aquests anys, la seva activitat professional es dirigeix a la composició d'obres per a piano amb arrels espanyoles, boleros i seguidilles, ressenyades pels principals crítics musicals de les revistes especialitzades més importants de la capital francesa, entre els quals gaudí de gran reputació com a compositor, pianista i professor.
Va estar vinculat a les principals societats musicals i institucions d'ensenyament de la capital francesa, com la Société d'Compositeurs de Musique, l'Association Départamentale, la Société Nationale de Musique, l'Association Artistique des Concerts Populaires, la Société des Concerts du Conservatoire de Paris o la Société Académique des Enfants d'Apollon. Va rebre nombrosos premis, condecoracions i distincions com a reconeixement al seu treball com a compositor, pianista i pedagog, el que li donà prestigi i li facilità l'accés a les principals sales de la capital francesa com el Palais d'hiver, el Théâtre-d'Application, Trocadero, el Cirque d'Eté, la Sala Pleyel, el Grand Palais Société Nationale des Beaux Arts, el Château d'Eau, els Concerts Lamoureux i la Salle du Conservatoire. Tots ells van començar a incloure en el seu repertori de concerts les seves obres, compartint cartellera amb altres de Johann Sebastian Bach, Georg Friedrich Händel, Fernand de la Tombelle o Cécile Chaminade.
Com a compositor, quedà finalista en el concurs d'òpera organitzat pel govern de Napoleó III. També compongué una òpera, La copa del rei de Thule, algunes operetes, dos concerts per a piano i orquestra i altres obres. Per a ús dels seus alumnes va fer gran quantitat d'obres de piano per a estudiants.

## Reconeixements[1]
- Nomenat pel Govern Espanyol "Cavaller de l'Ordre de Carlos III", pels seus mèrits com a professor i compositor de música (1869)
- Primer guardó de la Société des Grands Concerts, per l'Ouverture Theodoric (1882)
- Prix Rossini de la Académie de Beaux-Arts (1889)
- Nomenat "Chevalier de la Légion d'honneur", pels seus mèrits com a compositor de música (1895)[5]
- Nomenat "Officier du Nissam Iftikhar" (19886)

## Obres
(Signà moltes de les seves obres com B.M.Colomer)
- Airs de Ballet
- Alborada: aubada espagnole, per a orquestra
- Aubade: souvenir d'Espagne no. 1 París: Enoch Frères et Costallat, 1887
- Chants Assyriens: pour hautbois, violon, ou flûte avec acct. de piano París: Wast, 1897
- Bourrée, per a conjunt de vent
- La copa del rei de Thule, òpera
- Danza: souvenir d'Espagne no. 2 París: Enoch Frères et Costallat, 1887
- Deux Idylles. No. 1. Chant du Gondolier. No. 2. Berger et Bergère, per a orquestra. Londres, 1880
- Études de solfège en clé de sol: intonations et rythmes, per a veu. París: Heugel, 1899
- Fantaisie - Legende, per a oboé i piano. Obra seleccionada al Conservatori de París per al concurs del 1899 de solistes d'oboè
- Marcha (gravada en disc el 2006
- Marruecos, marcha triunfal, op. 1 París: E.Saint-Hilaire, ca 1860
- Menuet, minuet per a conjunt de vent
- Les noces de Fingal (1889), lletra de Judith Gauthier. Premi Rossini del 1889
- Pas de la Clochette. Air de Ballet París: Enoch Frères et Costallat, 1887
- Polonesa
- 1er. concerto symphonique, op. 22, per a piano i orquestra, París: Durand Schoenewerk & Cie., 1879
- Les sept paroles du Christ: oratorio pour soli, choeurs, orchestre et orgue París: Hérelle, 193?
- Simfonia en Fa
- Sonate dramatique pour piano et violoncelle (1883)
- Theodoric, obertura simfònica

### Per a piano
- Ballabile pour piano Paria, 1884
- Do, Ré, Mi, Fa, Sol, duet de piano
- Don Pasquale: souvenirs París: Léon Grus, ca 1866
- En fredonnant París: Senart, 1913
- Esquisses mélodiques 1: Pleurs, ballade, París: Heuget et cie, ca 1867
  - Esquisses mélodiques 2: Sourires, scherzo, París: Heuget et cie, ca 1867
- Galop des postillons, París: Heuget et cie, ca 1866
- La gitanella: caprice caractéristique París, 1884
- Idylles et caprices: fantaisies, per a piano a quatre mans París: Léon Grus, ca 1871 (Londres, 1876, 1880)
- Jupiter-polka, París: Heuget et cie, ca 1866
- Une larme, París: Léon Grus, ca 1869
- Les Lignes supplémentaires
- Menuet Renaissance Paria, 1883
- Napolitaine. Tarentelle París, 1883
- Orientale París: Senart, 1913
- Papilons D'Or. Caprice Ballet
- La peregrina: grande valse de salon París: E. et A. Girod, ca 1869
- Le Petit Ensemble pour les Commençants, duet de piano
- Petite valse pour piano a quatre mains. Op. 34 Paria, 1884
- Primera mazurka de salón, Madrid: Casimiro Martín, 1861
- Le Réveil des Lutins. Caprice. Op. 44 París, 1884
- Rythmes contrariés, 2-3, 3-4, 4-5 París: Leduc, 1913
- Sérénade Galante París, 1883
- Sérénade pour le piano París: E. et A. Girod, ca 1865
- Souviens-toi París: Léon Grus, ca 1869
- Tempo di Minuetto, morceau de genre París, 1876
- Trois sonatines Lyon: Janin frères, sa
- Valses concertantes. Op. 24, per a piano a quatre mans París, 1881 (Londres, 1895)
- Vénise: esquisse mélodique París: E. et A. Girod, ca 1867
- Vignettes musicales, duet de piano